# Moombi Corona
La Moombi Corona è una struttura geologica della superficie di Venere.